# Burning Angel
Burning Angel — перший міні-альбом шведського мелодійного дез-метал гурту Arch Enemy. Композиції з альбому записувались впродовж початку 2002 року, реліз альбому відбувся 6 березня 2002 року під лейблом Century Media Records. 

## Список пісень
| #  | Назва                                     | Тривалість |
| -- | ----------------------------------------- | ---------- |
| 1. | «Burning Angel» (album version)           | 4:17       |
| 2. | «Lament of a Mortal Soul»                 | 4:04       |
| 3. | «Starbreaker» (кавер-версія Judas Priest) | 3:25       |
| 4. | «Ravenous» (кліп)                         | 4:06       |